# Diaphorina albomaculata
Diaphorina albomaculata är en insektsart som beskrevs av Capener 1970. Diaphorina albomaculata ingår i släktet Diaphorina och familjen rundbladloppor. Inga underarter finns listade i Catalogue of Life.